# Ло (притока Хонгхи)

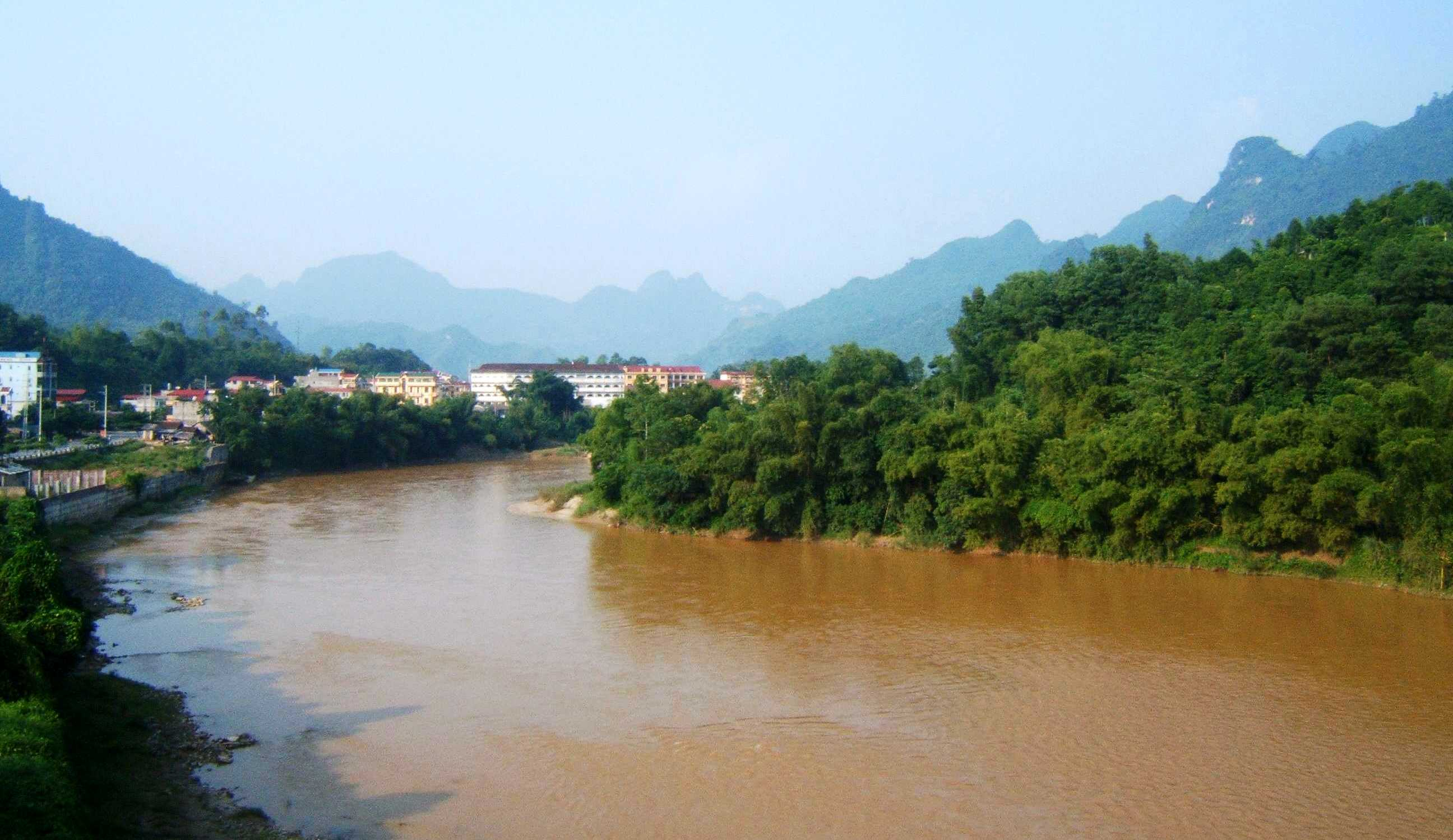
Річка Ло на південь від Хазянг, В'єтнам 2005.

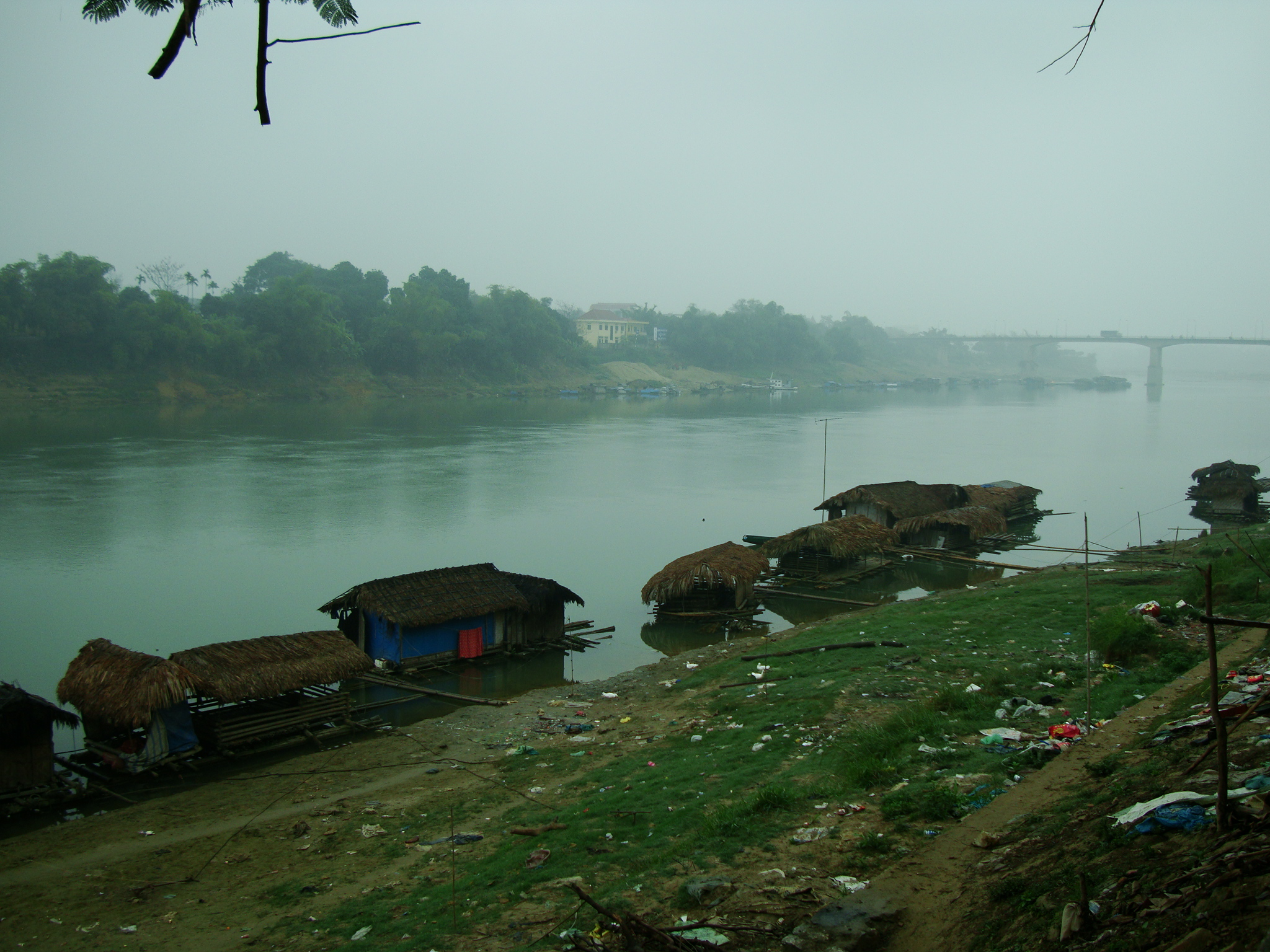
Річка Ло протікає через місто Туєнкуанг

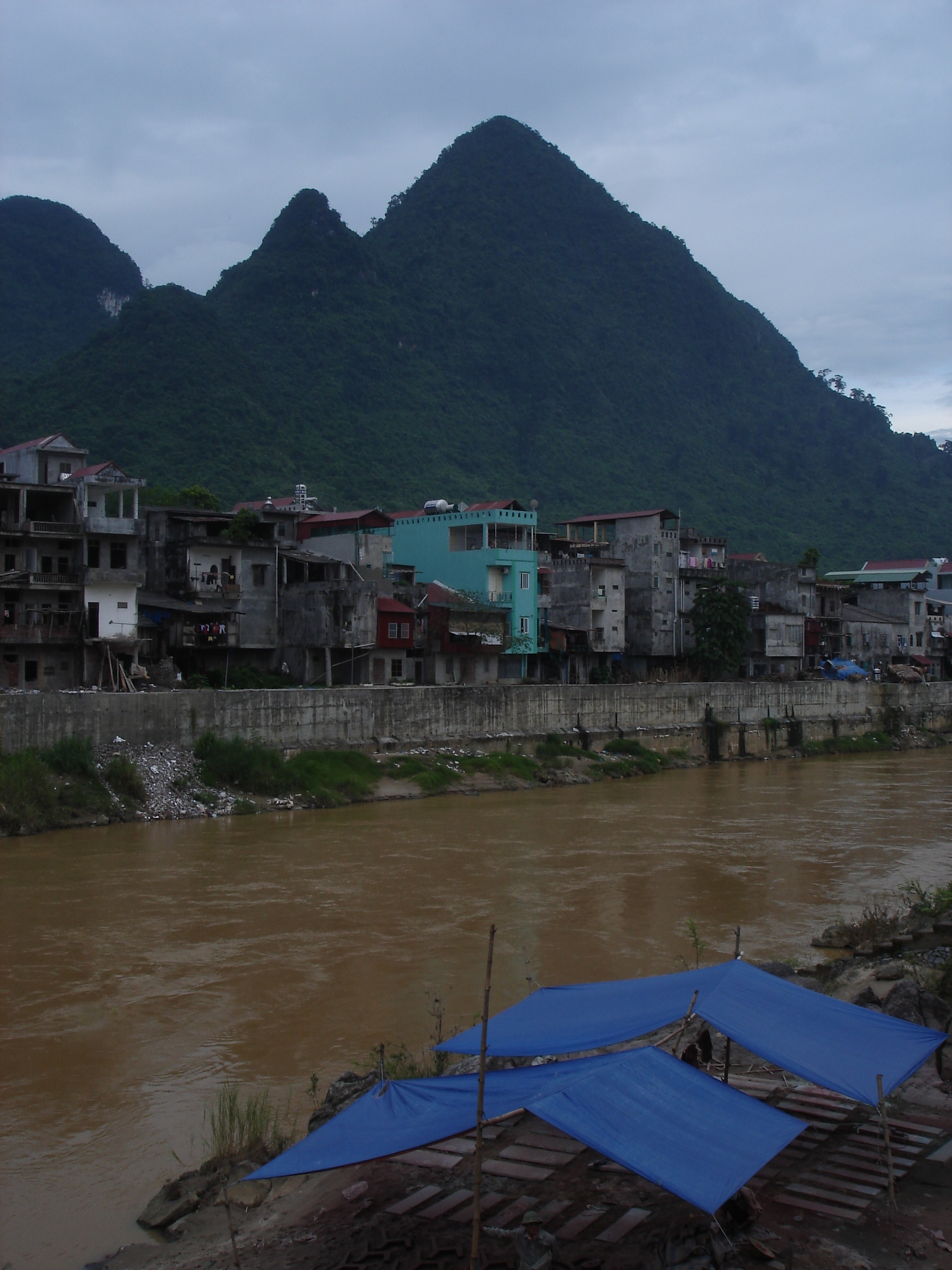
Річка Ло

Ло (в'єт. sông Lô, «світла/повноводна» ріка), також відома як Паньлунцзян (кит.: 瀘江) — велика річка в китайській провінції Юньнань і на півночі В'єтнаму. Ліва притока річки Хонгха.
Бере початок на південному сході китайської провінції Юньнань і далі тече переважно у південно-східному напрямку територією в'єтнамських провінцій Хазянг, Туєнкуанг та Футхо. Довжина річки становить 470 км, з них 274 км — у В'єтнамі; площа басейну — 39 000 км². Середня витрата води — 1010 м³/с. Основні притоки — Тяй (правий) та Гам (лівий). Впадає в річку Хонгха поблизу міста В'єтчі.
На річці стоять міста Кайхуа (Китай); Хазянг, Туєнкуанг, В'єтчі (В'єтнам).